# Elmar Mayer-Baldasseroni

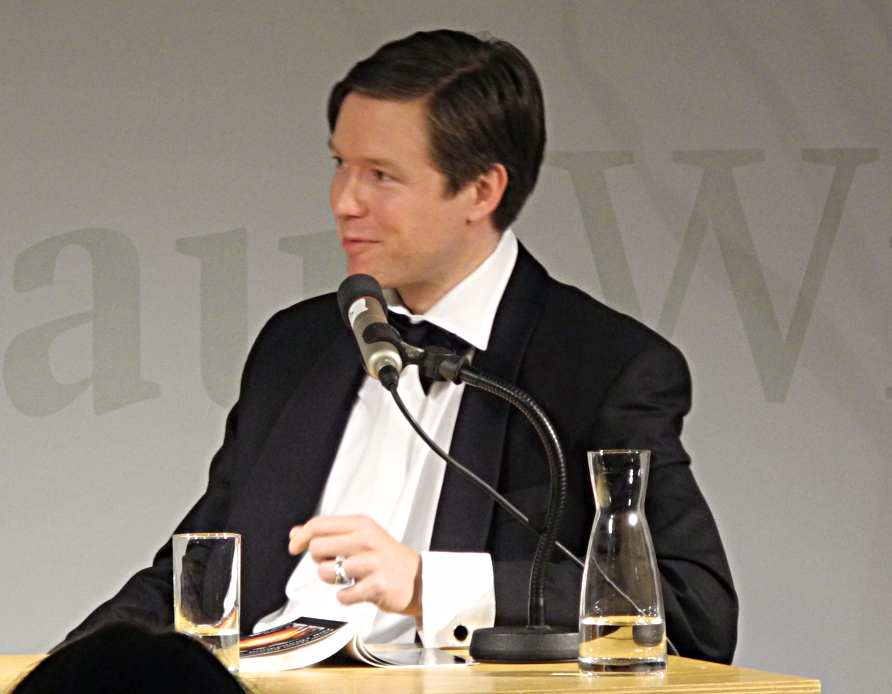
Elmar Mayer-Baldasseroni im Literaturhaus Wien, 2012

Elmar Mayer-Baldasseroni (* 30. Juni 1977 in Mürzzuschlag, Steiermark, bürgerlich Elmar Mayer) ist ein österreichischer Schriftsteller und bildender Künstler.

## Leben
Nach seiner Jugend in der Obersteiermark, seinem Wehrdienst und einem Studium der Genetik an der Universität Wien promovierte er 2005 interdisziplinär mit Auszeichnung an der Universität Wien und der Medizinischen Universität Wien in Genetik und Bioethik. Er arbeitete u. a. als Universitätslektor, wurde 2006 mit dem Leopold-Kunschak-Wissenschaftspreis ausgezeichnet, studierte Rechtswissenschaften und absolvierte einen Post-Doc-Aufenthalt in England.
Als Schriftsteller verfasst Mayer-Baldasseroni Epik, Lyrik und Dramatik. Für seinen Roman Die Hinrichtung (2013), der von der tiefen Obsession einer unerfüllten Liebe handelt, erhielt er positive Kritiken. Er veröffentlicht unter anderem in Literaturzeitschriften und regelmäßig als Lyriker in der Boulevardzeitung Augustin. Zudem studierte er an der Universität für angewandte Kunst Wien und ist seit den 2000er Jahren als künstlerischer Fotograf tätig und erschafft Skulpturen und Plastiken sowie expressive Ölmalerei. Seine Bilder wurden mehrfach ausgestellt.
Elmar Mayer-Baldasseroni ist Mitglied der IG Autorinnen Autoren, der Literar-Mechana, der Bildrecht und der Grazer Autorinnen Autorenversammlung.

## Veröffentlichungen
Einzeltitel
- Genetische Präimplantationsdiagnostik. Kritische Betrachtung des Einflusses einer modernen medizinisch-genetischen Technik auf das frühe menschliche Lebewesen und unsere Gesellschaft. Tectum, Marburg 2006, ISBN 3-8288-9147-0. (Titelgestaltung des Autors: Selbstbildnis, Öl auf Leinwand, 70 × 90 cm, 2006).
- Die Hinrichtung. Roman. Sisyphus, Klagenfurt 2013, ISBN 978-3-901960-59-8, ISBN 3-901960-59-7. (Titelgestaltung des Autors: Ohne Titel, Öl auf Leinwand, 80 × 60 cm, 2005).
- Gesammelte Lyrik I. edition libica, Wien 2019, ISBN 978-3-903137-18-9. (Titelgestaltung des Autors: Avanti, Egilmaro!, Öl auf Leinwand, 80 × 60 cm, 2005).

Beiträge für Literaturzeitschriften (Auswahl)
- Romanausschnitt aus „Die Hinrichtung“, in: Arovell Literaturzeitschrift 1/2010, Gosau 2010.
- Mein Abgrund, in: Sterz 103: Freude, Graz 2010.
- Zorn, Bildbeitrag, in: Sterz 104/105: Herzblut, Graz 2012.
- Osterkrise, Romanausschnit aus „Die Nichte“, in: Sterz 106: Krise, Graz 2013.
- Um Schönheit zu finden, in: Sterz 109: Schönheit, Graz 2014.
- Maturiert, in: freiVERS, Mosaikzeitschrift, Salzburg 2019.
- Dormire a Roma, in: Verdichtet.at, Freistadt 2019.
- NIENTE!, Annäherung an eine narrative Analyse des konstruktiven Nihilismus der zeitgenössischen österreichischen Musikformation „WANDA“ als Versuch einer Hommage, in: Verdichtet. at, Freistadt 2019.
- Liberté. Verdichtet.at, Freistadt 2019.
- Geschichten, die das Leben speit I – Wiener Altweibersommer., in: Verdichtet.at, Freistadt 2020.
- Geschichten, die das Leben speit II – Der Herr Nachbar., in: Verdichtet.at, Freistadt 2020.
- Geschichten, die das Leben speit III – Die Patriziertochter., in: Verdichtet.at, Freistadt 2020.
- sonniger frühling im wald; im rebenhain, in: Pappelblatt, Zeitschrift für Literatur, Menschenrechte und Spiritualität (25), Wien 2022.
- damals im glück, in: Pappelblatt, Zeitschrift für Literatur, Menschenrechte und Spiritualität (26), Wien 2022.
- universelle projektionen; lyric is my radar, in: Pappelblatt, Zeitschrift für Literatur, Menschenrechte und Spiritualität (27), Wien 2022.
- rauhreif, Bildbeitrag, in: Pappelblatt, Zeitschrift für Literatur, Menschenrechte und Spiritualität (28), Wien 2023.
- mitzi-resi-sonett; schal gefühl;  ausfall/cancelled; acht wie stöhn ist wien meidling, in: Kassiber, Texte 001-048, limitierte erste Auflage, Horn 2023.
- brabant; wer? mut.; attraktionen; ehrlich und passiv, in: Pappelblatt, Zeitschrift für Literatur, Menschenrechte und Spiritualität (29), Wien 2023.
- Häusermeer am Horizont; moderne. brunst., in: ausreißer – Die Grazer Wandzeitung #106/107, Graz 2023.
- omni et pluripotens,  Uhudlergefühle, in: Litera[r]t Septokt 2023, St. Wolfgang 2023.
- auch tanten, in: #30 Qua Qua Gedichte – Riechen, Wien 2024.
- Freude, Friede, in: Pappelblatt, Jubiläumsheft 10 Jahre (26), Wien 2024.
- stammeltern, in: Pappelblatt, Zeitschrift für Literatur, Menschenrechte und Spiritualität (32), Wien 2024.
- london, grinzing, san francisco, in: Pappelblatt, Zeitschrift für Literatur, Menschenrechte und Spiritualität (33), Wien 2024.
- gewesen geworden; corpus meum, in: Pappelblatt, Zeitschrift für Literatur, Menschenrechte und Spiritualität (34), Wien 2025.
- Donauabend; dunkle stadt; Forellen der mürz, in: Pappelblatt, Zeitschrift für Literatur, Menschenrechte und Spiritualität (35), Wien 2025.
- Ein Caféhaus in Baden bei Wien (Fotografie), in: Pappelblatt, Zeitschrift für Literatur, Menschenrechte und Spiritualität (35), Wien 2025.

Beiträge in Anthologien (Auswahl)
- Das Funkhaus ist tot, es lebe das Funkhaus!, in: Funkhausanthologie des Literaturhauses Wien, Wien 2017.
- Romanausschnitt aus „Die Nichte“, in: Ein Tag meines Lebens, Anima Incognita Edition, Wien 2019.
- Text zur Coronakrise, Ausschnitt aus dem Romanprojekt „Das Virus“, in: Anima incognita online Kulturmagazin, 3-2020, Wien 2020.
- Beamtinnenbarmherzigkeit, eine Szene aus dem Drama „Frau Karl“, in: „Barmherzig“, Anima Incognita, Wien 2020.
- VIS MAIOR, in: Lyrik der Gegenwart 96, Edition Art Science, St. Wolfgang 2020. ISBN 978-3-903335-11-0.
- derrisch-hysterisch, in: Jahrbuch Lyrik 2021, AG Literatur (Hrsg.), Edition Art Science, St. Wolfgang 2021. ISBN 978-3-903335-14-1.
- Ausschnitt aus dem Romanmanuskript „Das Virus“, in: So a G’schicht, Anima Incognita Edition, Wien 2022, ISBN 978-3-7557-2411-7.
- die erde deine scheibe;  so-fort; will nur schlafen; solo voglio dormire, in: Seelenmelodien alternatives Lyrikjahrbuch 2021–2022, Manfred Stangl (Hrsg.), Wien 2022, ISBN 978-3-903335-14-1.
- Niemals anfangen. Niemals aufhören, in: Stimmen gegen den Krieg. Ein literarisches Manifest gegen den Krieg. Unabhängiges Literaturhaus NÖ, St. Pölten 2022.[6]
- atomare gänsehaut, in: Jahrbuch Lyrik 2022, AG Literatur (Hrsg.), Edition Art Science, St. Wolfgang 2022. ISBN 978-3-903335-23-3.
- Il decadimento e la sciccheria, in: Guten Morgen, Du verrückte Welt, Anima incognita, Wien 2023, ISBN 978-3-7568-9064-4.
- sturm und klang; frau,   in: Im Garten der Seele, alternatives Lyrikjahrbuch 2022-2023, Manfred Stangl (Hrsg.), Wien 2023, ISBN 978-3-9505097-9-3.
- tanz; ich muß gehen, du mußt gehen, in: diá logos – Dem freien Wort verpflichtet. Anthologie 100 Jahre Österreichischer PEN-Club, Wien 2023, ISBN 978-3-99098-147-4.
- aufzählung der mächte, in: Jahrbuch Lyrik 2023, AG Literatur (Hrsg.), Edition Art Science, St. Wolfgang 2023. ISBN 978-3-903335-31-8.
- kalte sonne; erdenrundes mödlinger land; graue tanne, in: Die Farben der Seele, alternatives Lyrikjahrbuch 2023-2024, Wien 2024.
- auch tanten, in: Jahrbuch Lyrik 2024, AG Literatur (Hrsg.), Edition Art Science, St. Wolfgang 2024. ISBN 978-3-903335-35-6.
- Roma dolceamara (Textbeitrag); la principessa grandiosa (Fotobeitrag), in: Rom sehen ... und sterben – un amore italiano, italienische Liebesgeschichten Band 10, Langenargen 2025. ISBN 978-3-99051-345-3.

Theaterstück
- Das Techtelmechtel, Uraufführung am 4. Juli 2022 an den Ottakringer Festwochen im Weinhaus Sittl, Wien, Regie: Hahnrei Wolf Käfer.[7]

Hörspiele
- österreichbild – ein störspiel, in: Kurzhörspielwettbewerb Track 5‘ von Ö1, 2018.[8]
- dreck reif, in: Kurzhörspielwettbewerb Track 5‘ von Ö1, 2020.[9]
- Der SIEGERBEITRAG 2022, in: Kurzhörspielwettbewerb Track 5‘ von Ö1, 2022.
- bim bim queen (in wien), in: Kurzhörspielwettbewer Track 5' von Ö1, 2024.

## Ausgewählte Einzelausstellungen
- 2024 Les dimensions styriennes, Kulturraum Anna im Zentrum, Murau.
- 2019 Divine Visions, Parkschlössl (Schloss Porcia), Spittal/Drau.[10]
- 2018 La Collezione I, Kanzlei Mag. Brunner, Wien.
- 2017 La Specchiatura I, Kanzlei Leucht-Lichtblick, Wien.
- 2016 Deep reflexions, Schwanthaler Galerie, Gmunden.[11]
- 2008 Les Perspectives II, Florianihof, Wien.
- 2006 Les Perspectives I, Galerie Kandinsky, Wien.

## Gruppenausstellung
- 2025 15. Badener Pflück-Galerie: Augenblicke in Baden (Fotografien), Theater am Steg, Baden bei Wien.

## Auszeichnungen
- 2006 Leopold-Kunschak-Wissenschaftspreis für die Dissertation Genetische Präimplantationsdiagnostik.
- 2006 Förderung der Publikation der Dissertation Genetische Präimplantationsdiagnostik durch den Souveränen Malteser Ritterorden (Großpriorat von Österreich).[12]
- 2013 Förderung der Publikation des Romans Die Hinrichtung durch das Bundesministerium für Unterricht, Kunst und Kultur, die Kulturabteilung des Landes Steiermark und des Kulturamtes der Stadt Wien.
- 2014 Arbeitsstipendium des Bundeskanzleramts für Kunst und Kultur.
- 2016 Reisestipendium des Bundeskanzleramts für Kunst und Kultur (Casa Litterarum Paliano, Latium, Italien).
- 2017 Reisestipendium der Fondation Ténot für Frankreich (CAMAC Centre d`Art).
- 2017 Reisestipendium des Bundeskanzleramts für Kunst und Kultur CAMAC (Champagne-Ardenne, Frankreich).
- 2018 Writer in residence, Hald Hovedgaard, Midtjylland, Dänemark.
- 2018 Präsentation/Lesung in Viborg mit Unterstützung der Österreichischen Botschaft für Dänemark, Island und Liechtenstein bzw. Austria Kultur int.
- 2019 Reisestipendium des Bundeskanzleramts für Kunst und Kultur (Casa Litterarum Paliano, Latium, Italien).
- 2020 Arbeitsstipendium des Bundesministeriums für Kunst, Öffentlichen Dienst und Sport (BMKOES) – Sektion II Kunst und Kultur.
- 2020 Einmaliges Arbeitsstipendium für Literatur aufgrund von COVID 19 der Stadt Wien.
- 2020 Arbeitsstipendium des BMKOES – Sektion II Kunst und Kultur.
- 2021 Artist in residence, Verrocchio Art Centre, Toskana, Italien.
- 2021 Artist in residence, Emily Harvey Foundation, Venedig, Italien.
- 2021 Arbeitsstipendium des BMKOES – Sektion II Kunst und Kultur.
- 2022 Reisestipendium des BMKOES – Sektion II Kunst und Kultur.
- 2022 Arbeitsstipendium des BMKOES – Sektion II Kunst und Kultur.
- 2023 Arbeitsstipendium des BMKOES – Sektion II Kunst und Kultur.
- 2024 Arbeitsstipendium des BMKOES – Sektion II Kunst und Kultur.

## Sonstiges
- 2015 Wiener Akademischer Meister im Kleinkaliberschießen der Männer.[13]